# Geolycosa impudica
Geolycosa impudica là một loài nhện trong họ Lycosidae.
Loài này thuộc chi Geolycosa. Geolycosa impudica được Cândido Firmino de Mello-Leitão miêu tả năm 1944.